# Ritter-Schule
Mit dem Ausdruck Ritter-Schule (gelegentlich auch: „Schule von Münster“) wird in philosophie- oder ideengeschichtlicher Literatur ein Kreis von Denkern bezeichnet, die direkte Schüler des an der Westfälischen Wilhelms-Universität Münster wirkenden Philosophen Joachim Ritter waren oder zumindest von einigen seiner methodologischen, systematischen oder philosophiegeschichtlichen Optionen mehr oder weniger stark beeinflusst waren.

## Der „Ritter-Schule“ zugerechnete Denker
Der Ritter-Schule werden in der Sekundärliteratur u. a. die folgenden Denker zugeordnet:
| - Günther Bien (1936–2023) - Ernst-Wolfgang Böckenförde (1930–2019) - Wilhelm Goerdt (1921–2014) - Karlfried Gründer (1928–2011) - Max Imdahl (1925–1988) - Martin Kriele (1931–2020) - Hermann Lübbe (* 1926) - Odo Marquard (1928–2015) | - Reinhart Maurer (* 1935) - Ludger Oeing-Hanhoff (1923–1986) - Willi Oelmüller (1930–1999) - Günter Rohrmoser (1927–2008) - Wilhelm Schmidt-Biggemann (* 1946) - Robert Spaemann (1927–2018) - Bernard Willms (1931–1991) |

## Positionen der „Ritter-Schule“
Ritter hatte in Münster seit 1947 ein Oberseminar abgehalten, das als Collegium Philosophicum bezeichnet wurde, zunächst „in einer Baracke vor dem Münsteraner Schloß mit etwa 10 bis 12 Teilnehmer[n]“. Viele seiner direkten philosophischen Schüler, aber auch andere, hatten daran regelmäßig teilgenommen. Wenngleich der Ausdruck „Ritter-Schule“ schon früh und in der Fachliteratur häufig verwendet wurde, besteht doch ein weitgehender Konsens sowohl unter direkten Schülern Ritters wie etwa Robert Spaemann als auch in der Forschungsliteratur, dass „die Ritter-Schule“ hinsichtlich konkreter Positionierungen eher heterogen sei. Von einer „Schule“ im eigentlichen Sinne zu sprechen, wird daher größtenteils problematisiert. Odo Marquard sprach zwar zunächst in einem häufig zitierten Diktum von einer „Schulkonvergenz als langfristige Spätwirkung“ korrigierte dies aber 1989: „die Ritter-Schüler sind inzwischen wieder – mehr oder weniger – auf verschiedenen Wegen“.
Die Ritter-Schule vertritt keine gemeinsame kohärente philosophische Lehre; sie kann aber als Versuch verstanden werden, an eine hermeneutische Tradition anzuknüpfen, die sich von der Hegel-Maxime leiten lässt, dass es in der Philosophie darauf ankommt, zu sehen, was die Wirklichkeit ist, und die in der Wirklichkeit enthaltene Vernunft zur Darstellung und zur Sprache zu bringen. Die „Ritter-Schule“ wurde vielfach als „neokonservativ“, wertkonservativ oder „modernitätskonservativ“ beschrieben. In der Philosophie der DDR wurde die Marxismuskritik von Ritter, Rohrmoser und anderen mitunter als „Kreuzzug […] gegen den Marxismus“ wahrgenommen. Ritter und viele seiner Schüler grenzten sich von Vertretern der „Frankfurter Schule“ ab, deren Ideen sie z. B. als „Sozialismusromantik“ bezeichneten. Umgekehrt sprach etwa Jürgen Habermas von einer „Theorie der Nachaufklärung“. Ernst Tugendhat, der zur Zeit Ritters in Münster studiert hatte, sprach von einer „ethische[n] Gegenaufklärung“. Odo Marquard dagegen hat die „Ritter-Schule“ beschrieben als Teil des Projekts der Aufklärung, die allerdings weniger Descartes, Turgot, Fichte, Marx, Lukács, Sartre oder Habermas nahe stehe als vielmehr Montaigne, Locke, Montesquieu, Tocqueville, Weber oder Lübbe. Marquard selbst „gehörte (wie Karlfried Gründer) zu den wenigen im Collegium, auf die die ‚Kritische Theorie’ und insbesondere das Werk Theodor W. Adornos nicht ohne Einfluß geblieben war“. Volker Gerhardt sieht „Ritter-Schule“ und Frankfurter Schule als „viel näher, als viele Menschen glauben“.
Inzwischen hat Jens Hacke in einer monographischen Darstellung die Bezeichnung „liberalkonservativ“ vorgeschlagen und begründet. Einleitend grenzt er seine Darstellung von Darstellungen einerseits dezidierter Kritiker aus dem Umkreis der sog. „Frankfurter Schule“ ab, andererseits vom „affirmativ-konservative[n] Standpunkt: Dort wird das notwendige analytische Niveau häufig unterschritten“. Die politische Philosophie der Ritter-Schule strebte als liberalkonservative Alternative zur „Frankfurter Schule“ eine Bejahung des Staates und seiner Institutionen an, die die faktische Legitimität der demokratisch verfassten, auf dem Grundgesetz beruhenden Bundesrepublik hervorhob. Für Jens Hacke gehört die Ritter-Schule daher zur Erfolgsgeschichte der Bundesrepublik: „Die Ritter-Schüler haben geholfen, eine kulturelle und intellektuelle Legitimität der Bundesrepublik zu begründen. Ihre rückhaltlose Verteidigung dieses Staates ist ein Beitrag zur inneren Akzeptanz und damit zu einer sukzessiven geistigen Gründung gewesen. Dies darf man getrost als ein historisches Verdienst bezeichnen.“ Der Historiker und Publizist der neuen Rechten, Karlheinz Weißmann, hebt in einer Besprechung von Hackes Werk in der Jungen Freiheit hervor, dass z. B. Willms, Maurer oder Rohrmoser eher liberalismuskritisch gewesen seien. Tatsächlich hat z. B. Willms hier einen Wandel vollzogen: zuerst „noch ganz getreuer Schüler der doch eigentlich so staatsbürgerlich gestimmten Ritter-Schule“, wird er „später selbst ein ziemlich steiler rechter Vogel, der über Hobbes und Fichte immer mehr zur Nation wanderte“. Ritter selbst wird u. a. wegen einschlägiger Publikationen zur NS-Zeit eine Beteiligung an „nationalsozialismuskonformen Philosophieunternehmen“ und ein „eleganter Opportunismus“, der „auf Germanisierung des Ursprungs der europäischen Neuzeit zielt“, zugeschrieben. Dazu vermerkt Hans Jörg Sandkühler: „Ritter hat 1933 im Interesse seiner beruflichen Laufbahn in der Philosophie einen Positionswechsel vollzogen. Er führt von Marx weg – wohin? Er bewegt sich in dem Maße in NS-Institutionen, wie ihn deren Mißtrauen begleitet und ‚Bewährungsproben‘ von ihm verlangt werden.“
Ritter hatte prominent einen politischen und kulturphilosophischen Konservativismus in kritischer Zustimmung zur „Moderne“ verteidigt – eine Programmatik, an die z. B. Rohrmoser dezidiert anknüpft. Die politische Philosophie Ritters geht vor allem von Aristoteles und Hegel aus, setzt sich aber auch mit Arnold Gehlen, Ernst Jünger und Carl Schmitt auseinander. Dem folgen viele seiner Schüler. Die „Ritter-Schule“ wird z. B. als „hegelkonformistisch“ beschrieben. Unter den Ritter-Schülern werden teils abschwächende, teils aber auch verstärkende Modifikationen favorisiert. So haben z. B. Maurer und Rohrmoser Ritters „schulbildende“ Interpretation von Hegels politischem Denken, die z. B. das bekannte Theorem einer „Doppelstruktur der Moderne“ enthält, „theologisch-politisch modifiziert“. Vielleicht am bekanntesten ist das sogenannte Kompensationsmodell der Ritter-Schule, das z. B. von Herbert Schnädelbach kritisiert wird. Demnach kompensiert Kultur z. B. durch Ästhetisierung die neuzeitliche Rationalisierung und Objektivierung der Lebenswelt. Odo Marquard hat die „Ritter-Schule“ als denjenigen „Flügel des hermeneutischen Denkens […], der die Praktische Philosophie rehabilitierte“, bezeichnet. Auch Friedrich Kambartel sieht durch Ritter eine Erneuerung der Praktischen Philosophie und behauptet, dass praktische Vernunft bei Ritter „nur über das Vergegenwärtigen ihrer historischen Entfaltung die Ebene eines abstrakten Sollens verlässt und zu konkreter Kritik wie Legitimation fähig wird“. In der praktischen Philosophie sind Ritter und viele seiner Schüler für einen Neo-Aristotelismus bekannt, der z. B. bei Ritter auch eine Verteidigung des klassischen Naturrechtsbegriffs einschließt. Diese Position wurde sowohl als systematische These z. B. von Habermas angegriffen als auch z. B. von Karl-Otto Apel als unzutreffende Aristoteles-Interpretation kritisiert. Hinsichtlich der Kultur- und Religionsphilosophie diagnostiziert Hermann Lübbe eine „Konvergenz philosophischer Interessen“ zwischen Ritter-Schule und z. B. Hans Blumenberg oder Eric Voegelin: die Ablehnung eines „ideologiekritische[n] Verständnis[ses] der Religion, das diese, statt als prägende Kraft, als Epiphänomen materiell basierter menschlicher Lebensordnung behandelt“.
Insbesondere das Projekt des Historischen Wörterbuchs der Philosophie, das weltweit größte philosophische Wörterbuch, hat auch viele Vertreter der „Ritter-Schule“ über Jahrzehnte beschäftigt. Der Hauptherausgeber Ritter verweist im Vorwort des ersten Bandes u. a. auf Gadamer und Erich Rothacker. Die ursprüngliche Methodologie dieses Werks wurde divergent kommentiert, beispielsweise als „Fortsetzung der – theorieabstinenten, systematische Philosophie und damit insbesondere alles transzendentale Denken ablehnenden – geistes- und begriffsgeschichtlichen Arbeitsweise, deren Protagonist Rothacker war“. Reinhold Aschenberg meint, dass Rothacker (der Begründer des Archivs für Begriffsgeschichte), Gadamer und Ritter ein „dominante(s) Triumvirat“ bildeten, das „seit der zweiten Hälfte der 1940er Jahre die seitens des Nationalsozialismus protegierte Abdrängung alles systematischen und kritischen Denkens bruchlos fortzuführen und an dessen Stelle jene irgendwie ‚geschichtliche‘ Orientierung zu setzen“ vermochte, „wie sie für die Philosophie der Bundesrepublik bis in die 1970er Jahre so charakteristisch werden sollte.“ Im internationalen Fachdiskurs ist das Historische Wörterbuch heute als maßgebliches Standardwerk philosophie- und begriffsgeschichtlicher Forschung allgemein anerkannt.